# الگوی استراتژی
در برنامه‌نویسی کامپیوتر الگوی استراتژی (همچنین به عنوان الگوی سیاست شناخته می‌شود) است یک الگوی طراحی نرم‌افزار رفتاری است که قابلیت انتخاب یک الگوریتم در زمان اجرا را ممکن می‌سازد. الگوی استراتژی:
- یک خانواده ازالگوریتم‌ها را معرفی می‌کند
- هر الگوریتم را کپسوله می‌کند و
- باعث می‌شود الگوریتم‌های آن خانواده به‌طور قابل تعویض قابل استفاده باشند.

الگوی استراتژی اجازه می‌دهد تا الگوریتم‌های متفاوت به‌طور مستقل از مشتریان استفاده‌کننده اجرا شوند. الگوی استراتژی یکی از الگوهای موجود در کتاب مشهور الگوهای طراحی است که توسط گاما و دیگران نوشته شده‌است و مفهوم استفاده از الگوهای طراحی برای توصیف نحوه طراحی انعطاف‌پذیر و قابل استفاده مجدد شی گرا در نرم‌افزار را محبوب ساخت.

## دیاگرام کلاس

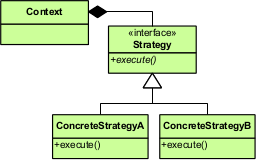
الگوی استراتژی در UML